# Avon (Alabama)
|  | Dieser Artikel wurde aufgrund von inhaltlichen Mängeln auf der Qualitätssicherungsseite des Projektes USA eingetragen. Hilf mit, die Qualität dieses Artikels auf ein akzeptables Niveau zu bringen, und beteilige dich an der Diskussion! Eine nähere Beschreibung der zu behebenden Mängel fehlt. |

Avon ist ein Ort im Houston County im US-amerikanischen Bundesstaat Alabama. Das U.S. Census Bureau ermittelte bei der Volkszählung 2020 eine Einwohnerzahl von 465.

## Geographie
Avon liegt im Südosten Alabamas im Süden der Vereinigten Staaten. Der Ort ist etwa 18 Kilometer von der südlichen Grenze zu Florida und 15 Kilometer von der östlichen Grenze zu Georgia entfernt.
Nahegelegene Orte sind unter anderem Cowarts (unmittelbar nordwestlich angrenzend), Ashford (<1 km östlich), Webb (3 km nördlich) und Dothan (3 km westlich).

## Geschichte
Avon war erstmals in der Mitte des 19. Jahrhunderts besiedelt. Um 1875 wurde eine erste Kirche erbaut. Die Wirtschaft war stets landwirtschaftlich geprägt.

## Verkehr
Avon wird im Norden vom U.S. Highway 84 durchquert. Wenige Kilometer westlich der Stadt verlaufen die Alabama State Route 1 sowie der U.S. Highway 231 und der U.S. Highway 431.
Etwa 18 Kilometer nordwestlich der Stadt befindet sich der Dothan Regional Airport.

## Demographie
Nach der Volkszählung aus dem Jahr 2000 hatte Avon 466 Einwohner, 185 Haushalte und 138 Familien. Die Bevölkerungsdichte betrug 68,4 Einwohner pro km². 94,42 % waren weiß, 4,29 % afroamerikanisch. In 36,8 % der Haushalte lebten Kinder unter 18 Jahren. Das Durchschnittseinkommen betrug 37.679 US-Dollar, wobei 12,4 % der Bevölkerung unter der Armutsgrenze lebten.